# Telegiornale

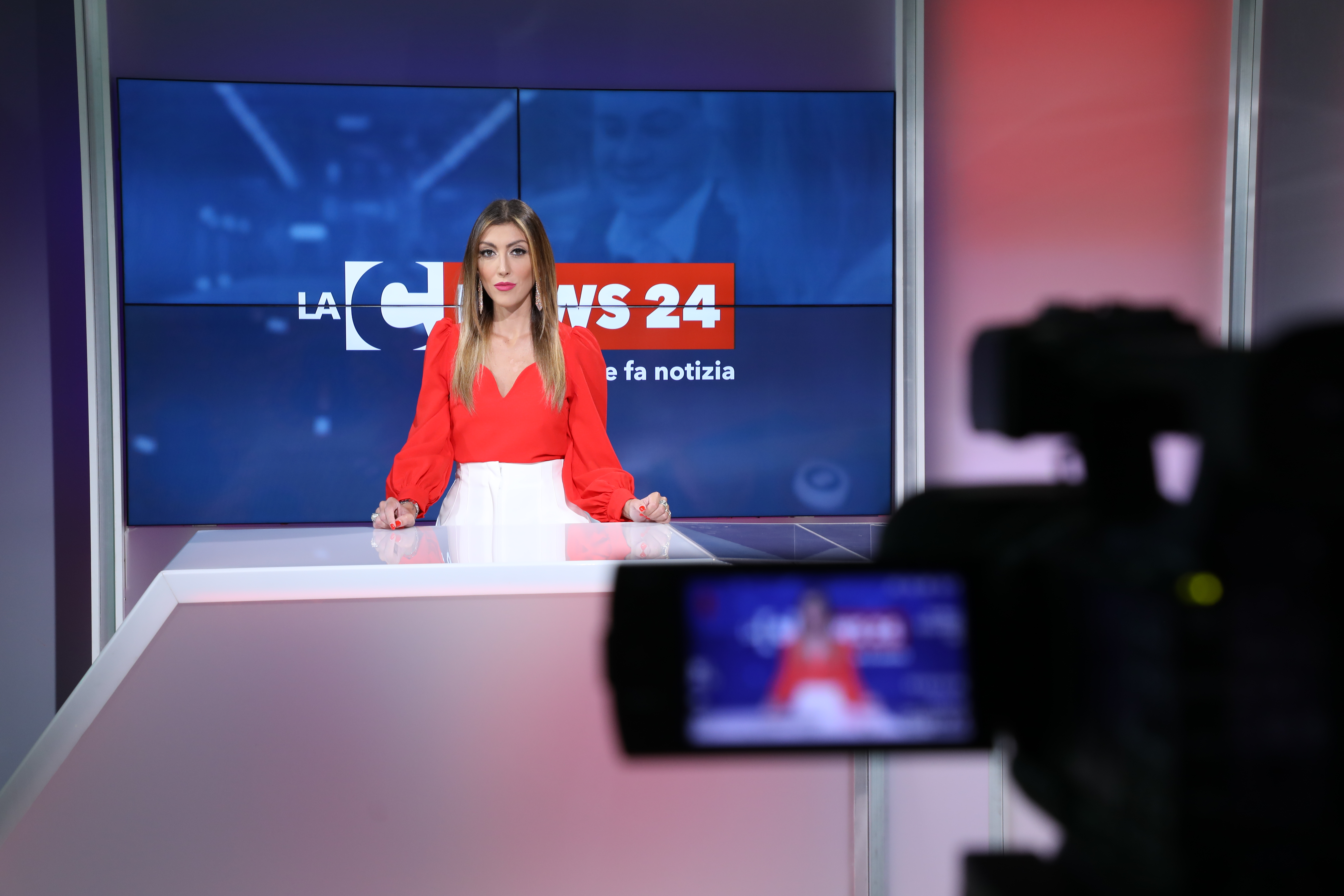
Uno studio televisivo adibito alla produzione del telegiornale. (LaC News 24)

Il telegiornale o TG (pronunciato tiggì) o notiziario è un programma televisivo di informazione giornalistica durante il quale sono presentate le notizie del giorno. Le notizie possono essere lette in diretta da un giornalista con l'arricchimento di filmati ed immagini oppure sotto forma di brevi servizi televisivi giunti dagli inviati sul posto. Il telegiornale è una delle trasmissioni più importanti della programmazione delle reti televisive generaliste.
Il notiziario televisivo nasce casualmente negli Stati Uniti nella seconda metà degli anni quaranta.
Il telegiornale italiano, adattamento del notiziario radiofonico e del cinegiornale, normalmente organi d'informazione governativa, propagandistica durante il fascismo, si avviò in forma sperimentale dalla sede Rai di Milano, alle ore 21:00 del 10 settembre 1952. La prima notizia trasmessa riportava la regata storica di Venezia. Da segnalare la notizia della morte ed il funerale del leader sovietico Iosif Stalin, caratterizzato da un filmato di repertorio non relativo all'evento in quanto nel corteo si notava proprio il dittatore. La sigla con orchestra con ottoni ed archi è memoria alla figura medievale dell'araldo, lettore di proclami pubblici, normalmente preceduti da squilli di tromba.
Con l'avvento dell'emittenza privata si tendeva ad includere notiziari locali sull'impronta dei telegiornali Rai. Il primo telegiornale su una televisione privata a diffusione nazionale – seppur registrato, a causa di una legge che ne vietava la trasmissione in diretta – fu Contatto, diretto da Maurizio Costanzo e trasmesso su Primarete Indipendente.

## Struttura
L'edizione tipo di un telegiornale si struttura in questo modo:
- Titoli: subito dopo la sigla di testa. In molti telegiornali moderni, sono letti fuori campo dal conduttore, mentre scorrono immagini salienti delle notizie principali. Di solito sono accompagnati da un sottofondo musicale sostenuto e da un vero e proprio titolo grafico. In alcuni telegiornali, i titoli sono collocati prima della sigla di testa (es. l'edizione serale del TG5 fino al 24 agosto 2014) oppure possono essere parte integrante della sigla (es. il TG2 dal 2013, o Studio Aperto fino al 2002).
- Prima pagina: la notizia del giorno di maggior rilievo relativa generalmente a fatti di politica interna, internazionale, o a fatti di cronaca particolarmente importanti.
- Pagina degli interni: contenuti relativi alle politiche del governo o ai fenomeni sociali in corso.
- Cronaca nazionale: ampia pagina relativa ad eventi dell'attualità, che vanno dalla cronaca giudiziaria alla cronaca rosa.
- Cronaca estera: propone collegamenti giornalieri con le principali capitali europee e mondiali con aggiornamenti su vicende in corso di particolare importanza.
- Costume e società: riservata solitamente alla chiusura del tg, diventando spesso dominante in alcune testate (es. Studio Aperto).
- Sport: collocato al termine del telegiornale, anticipato a volte in concomitanza con eventi sportivi di rilievo.

Le stesse notizie possono essere classificate in:
- Notizie d'apertura: con un forte impatto emotivo sullo spettatore che lo sollecitano a guardare l'intera edizione.
- Notizie forti: inserite nel corso del telegiornale per tenere alta l'attenzione dello spettatore.
- Notizie di passaggio: solitamente il conduttore commenta le immagini in sottofondo, dal vivo e sono di una durata breve.
- Notizie speciali: notizie riguardanti temi già trattati o interviste a personaggi famosi.
- Notizie di chiusura: congedano lo spettatore con contenuti interessanti, spettacolari e soprattutto rasserenanti provocando una distensione emotiva.

La messa in onda di notizie sfrutta le potenzialità del mezzo televisivo, arricchendole con immagini, animazioni, grafici e filmati, per rendere la notizia più fruibile e renderla soprattutto reale. Più immagini compaiono più automaticamente la testata viene percepita come capace di documentarli. Le immagini possono alternarsi a video, commenti in sottofondo a seconda delle notizie e del materiale disponibile.
Come linea generale, le notizie più importanti sono trattate con servizi completi, realizzati da singoli giornalisti e introdotti dal conduttore. Tali servizi (detti chiusi) sono realizzati in ENG oppure con materiale d'archivio. Altre notizie, invece, sono riportate interamente dal conduttore, spesso con immagini a riporto (macchie).
Dopo la riforma del 1990 il numero dei telegiornali presenti nei palinsesti televisivi aumenta, le edizioni centrali del telegiornale restano quelle dell'ora di pranzo e della sera. Durante la giornata comunque numerosi sono gli spazi televisivi dedicati al telegiornale, con edizioni mattutine, pomeridiane e piccoli tg flash giornalieri.

## Telegiornali in Italia
Il 3 gennaio 1954, all'avvio delle regolari trasmissioni televisive della Rai, in Italia c'era il primo telegiornale, in onda sul Programma Nazionale (l'attuale Rai 1). Il 4 novembre 1961, con la nascita del Secondo Programma (attuale Rai 2), anche in quel canale viene trasmesso il secondo telegiornale. I telegiornali avevano i seguenti orari: sul Programma Nazionale il Telegiornale andava in onda alle 13:30, alle 17:30 (noto come il TG del pomeriggio), alle 20:30 (noto come il TG della sera) e nella notte, senza un orario fisso ma solitamente in chiusura delle trasmissioni. Il Secondo Programma, invece, trasmetteva un'apposita edizione del telegiornale alle 21:00.
Il 15 marzo 1976, con la riforma della RAI, ognuna delle due reti si dota di due distinte testate: il TG1 per il Programma Nazionale e il TG2 per il Secondo Programma, seguite il 15 dicembre 1979, con la nascita della Terza Rete, dal TG3 e dai notiziari regionali.
Le reti private Mediaset, invece, possono produrre dei notiziari in diretta a partire dal 1991: il primo in ordine cronologico, il 16 gennaio dello stesso anno, è stato Studio Aperto, telegiornale di Italia 1, seguito dal TG4 su Rete 4 il 29 luglio. Il 13 gennaio 1992 venne infine trasmessa la prima edizione del TG5 (Canale 5) destinato a diventare il maggior concorrente del TG1.
Nel 1999 nasce il primo canale all-news italiano, Rai News 24. Su questa linea nascono Sky TG24 nel 2003 e TGcom24 nel 2011, quest'ultimo evoluzione del già esistente TGcom. Nel 2001 nasce il notiziario di LA7, il TG LA7, nato dalle ceneri di TMC News nel 1986.

### Le edizioni

#### Rai
Le edizioni del TG1 sono 8 (record in Italia). Vi sono diverse edizioni mattutine, la cui principale va in onda alle ore 8:00 e include i titoli. Le altre edizioni mattutine vanno in onda alle 6:30,alle 7:00 e alle 9:00 (in L.I.S.). Il sabato e la domenica, il TG1 delle 6:30 non va in onda,anche se viene sostituito da un'edizione flash alle 9:00 (posticipando l'edizione in L.I.S.
 alle 9:30). Le altre edizioni sono alle 13:30, alle 16:55, alle 20:00 e alle 23:50 circa con l'edizione di mezzasera. Il sabato l'edizione pomeridiana viene anticipata alle 16:45 mentre la domenica viene posticipata alle 17:15.
Dal 1988 al 2010, il sabato e la domenica, il ruolo dell'informazione mattutina veniva invece svolto dal TG2 in onda su Rai 2, che proponeva le sue edizioni, con la stessa formula del TG1, all'interno di Mattina in famiglia.
Il TG2 invece propone 6 edizioni al giorno (3 il sabato e la domenica), andando in onda alle 8:30, alle 10:55 (dopo la rubrica TG2 Italia Europa), alle 13:00, alle 18:10 (edizione in L.I.S.), alle 18:15 e alle 20:30. Il sabato e la domenica non vanno in onda le edizioni delle 8:30, delle 10:55 e delle 18:15.
Il TG3 ha 4 edizioni al giorno, in onda alle 12:00, alle 14:20, alle 15:10 (in L.I.S., il sabato alle 14:50 e la domenica alle 12:55), e alle 19:00. Per quanto riguarda il TGR, vanno in onda su Rai 3 2 edizioni alle 14:00 e alle 19:30. In precedenza, fino all'11 gennaio 2022, andava in onda anche una terza edizione notturna, in onda dal lunedì al venerdì alle 00:10 (all'interno del TG3 Linea Notte, rubrica del TG3) e il sabato e la domenica alle 23:00 circa. 
Su Rai 3, dal 1999, va in onda la mattina dalle 6:00 (dal lunedì al venerdì fino alle 7:00, il sabato fino alle 7:30 e la domenica fino alle 8:00) in simulcast la programmazione di Rai News 24. In precedenza, andava in onda TG3 Mattino, edizione che si basava sul modello allora utilizzato dal TG5 Prima Pagina, ovvero un notiziario in rotazione con aggiornamenti ogni 15 minuti.

#### Mediaset
Canale 5, rete ammiraglia del gruppo Mediaset, dal 16 settembre 1991 trasmette TG5 Prima Pagina dalle 6:00 alle 8:00 (inizialmente dalle 7:00 alle 8:30), che contiene un rullo di notizie (dal 3 novembre 2014 con conduzione in studio in diretta), con rassegna stampa e varie rubriche, tutte ripetute ogni 15 minuti. Dopo questo programma, dal 15 settembre 1997 va in onda un'edizione del TG5 alle ore 8:00, con tanto di titoli. Le altre edizioni sono quelle delle 13:00 e delle 20:00, pure queste fornite di titoli. Due edizioni non sono fornite di titoli: quella flash e quella notturna.
Per diversi anni, anche il TG4 ha trasmesso un'edizione mattutina, alle 9:30, trasferita successivamente alle 11:30 e, ad oggi, unificata con l’edizione delle 11:55. Inoltre Rete 4 trasmetteva anche una rassegna stampa intorno all'una di notte, poi sostituita dal TG4 Nightnews (dal 2019 TG4 Ultim’ora), un riassunto dei fatti della giornata senza conduzione. L'altra edizione è alle 18:55, seguita dal TG4 Ultim'ora (approfondimento di circa 20 minuti, molto diversa dall'edizione notturna). 
Mediaset trasmette inoltre Sport Mediaset, notiziario tematico sportivo in onda dal lunedì al sabato alle 13:15 su Italia 1. L'edizione domenicale di questo notiziario è in onda in estate e nelle pause della Serie A, mentre, durante il campionato italiano, viene sostituito dal rotocalco settimanale Sport Mediaset XXL, condotto da Mino Taveri, con ospiti, consacrato in buona parte alle partite della Serie A.
Il telegiornale principale di Italia 1 è però Studio Aperto (anche primo telegiornale in diretta di Mediaset), in onda alle 12:25 e alle 18:30.

#### LA7
Su LA7 va in onda il TG LA7, diretto da Enrico Mentana, alle 7:30, alle 13:30, alle 20:00 e con l'edizione della notte.

#### Sky Italia
Su TV8 andava in onda TG8, telegiornale a cura della redazione di Sky Italia, dal 29 giugno 2020 al 2 aprile 2021 con una sola edizione dalle 12 alle 12:35. Dal 4 luglio e per ogni weekend (ora in occasione di eventi sportivi), va in onda anche TG8 Sport dalle 12:35 alle 13:10, condotto da Davide Camicioli.

#### TV2000
Il TG2000 è il notiziario di TV2000 e parte con una rassegna stampa alle 6:30, al posto di una tradizionale edizione mattutina. Seguono tre edizioni, rispettivamente alle 12:00, alle 18:30 e alle 20:30.

#### Warner Bros. Discovery Italia
TG Nove è il notiziario del canale Nove e si compone di tre edizioni giornaliere della durata di 5 minuti ciascuna (tutti i giorni alle 09:55, 19:00 e 23:45), in cui con brevi flash vengono trattate le principali notizie della giornata, seguite dal meteo curato da CNN Italia. I notiziari riguardano anche gli altri canali free del gruppo Warner Bros. Discovery Italia, TG Real Time in onda su Real Time, TG Food Network in onda su Food Network, TG Giallo in onda su Giallo, TG DMAX in onda su DMAX, TG Warner TV in onda su Warner TV, TG HGTV in onda su HGTV e TG Motor Trend in onda su Motor Trend, si compongono con due edizioni giornaliere della durata di 5 secondi minuti ciascuno (tutti i giorni dalle 12:30 alle 13:15 e dalle 23:15 alle 00:00.

#### 7 Gold
Su 7 Gold va in onda il TG7 dal lunedì al venerdì alle 13:00. La durata è di 30 minuti.